# Colchicum filifolium
Colchicum filifolium là một loài thực vật có hoa trong họ Colchicaceae. Loài này được (Cambess.) Stef. miêu tả khoa học đầu tiên năm 1926.